# Роберт Алда
Роберт Алда (англ. Robert Alda; уроджений Альфонс Джузеппе Джованні Роберто д'Абруццо; 26 лютого 1914, Нью-Йорк — 3 травня 1986, Лос-Анджелес) — американський актор і співак.
Найбільш відомі його ролі у фільмах «Рапсодія в блакитному» та «Імітація життя».